# Vito Ortelli
Vito Ortelli (Faenza, 5 de juliol de 1921 - Faenza, 24 de febrer de 2017) va ser un ciclista italià que fou professional entre 1942 i 1952. En el seu palmarès destaquen dos campionats nacionals de persecució (1945, 1946), un en ruta (1948) i una victòria d'etapa al Giro d'Itàlia de 1946, en què finalitzà tercer de la classificació general.

## Palmarès
- 1941
  - 1r a l'Astico-Brenta
- 1942
  - 1r al Giro de Toscana
- 1945
  -  Campió d'Itàlia de persecució
  - 1r a la Milà-Torí
- 1946
  -  Campió d'Itàlia de persecució
  - 1r a la Milà-Torí
  - Vencedor d'una etapa del Giro d'Itàlia
- 1947
  - 1r al Giro del Piemont
- 1948
  -  Campió d'Itàlia en ruta
  - 1r al Giro della Romagna

### Resultats al Giro d'Itàlia
- 1946. 3r de la classificació general. Vencedor d'una etapa. Porta la maglia rosa durant 6 etapes
- 1947. 12è de la classificació general
- 1948. 4t de la classificació general. Porta la maglia rosa durant 5 etapes
- 1950. Abandona (3a etapa)